# レスター・ホルト
レスター・ドン・ホルト・ジュニア（英語: Lester Don Holt Jr.、1959年3月8日 - ）は、アメリカのジャーナリストで、平日版『NBCナイトリーニュース』と『デイトラインNBC』のニュースアンカーである。2015年6月18日、ブライアン・ウィリアムズの降板を受けて、『NBCナイトリーニュース』の恒久的なアンカーに任命された。ホルトは、ABCニュースの夕方の共同アンカーであるマックス・ロビンソンのキャリアの足跡をたどり、アフリカ系アメリカ人として初めて、平日のネットワークの夕方ニュース番組の単独アンカーになった。
2018年の世論調査によると、ホルトはアメリカで最も信頼されているテレビニュースアンカーとしてランク付けされた。また、2016年の最初の大統領討論会の司会者として知られており、虚偽の陳述の事実確認におけるホルトの役割について、「ワシントン・ポスト」のコラムニストから称賛された。『NBCナイトリーニュース』は、トム・ブロコウとブライアン・ウィリアムズの時代に30年以上にわたってトップランクの夕方ニュース番組だったが、ホルトがアンカーとして働き始めた後、視聴率は2位に落ちた。

## 幼少期と教育
1959年3月8日、カリフォルニア州マリン郡のハミルトン空軍基地で、ジューン（デロザリオ）（June (DeRozario)）とレスター・ドン・ホルト・シニア（Lester Don Holt Sr.）の間の4人の末っ子として生まれた。母方の祖父母はジャマイカで生まれた。母方の祖父であるクヌート・デロザリオ（Canute DeRozario）はアングロ・インド人であり、インドのコルカタ出身のインド・ジャマイカ人の父親とイギリス出身のジャマイカ系白人の母親の間に生まれた14人の子供のうちの1人だった。母方の祖母のメイ（May）はジャマイカで生まれたが、母親が生まれたニューヨーク市マンハッタンのハーレムで育った。父親はテネシー州にルーツを持つミシガン州出身のアフリカ系アメリカ人だった。
ホルトは1977年にランチョコルドバのコルドバ高校を卒業し、カリフォルニア州立大学サクラメント校で政治学を専攻したが、卒業することはなかった。2012年、ニュースマガジン「アメリカン・プロファイル（American Profile）」に「私の最初のオンエアの仕事は、実際にはカントリー・アンド・ウエスタンの放送局のディスクジョッキーだった。フルタイムの一時的な仕事を獲得できたのは、ニュースをリポートする意思がある場合だけだった。」と語った。ホルトは、大学時代を通じてラジオ局での仕事を続けた。

## キャリア
ホルトは、リポーター、アンカー、国際特派員として、CBSで19年間過ごした。

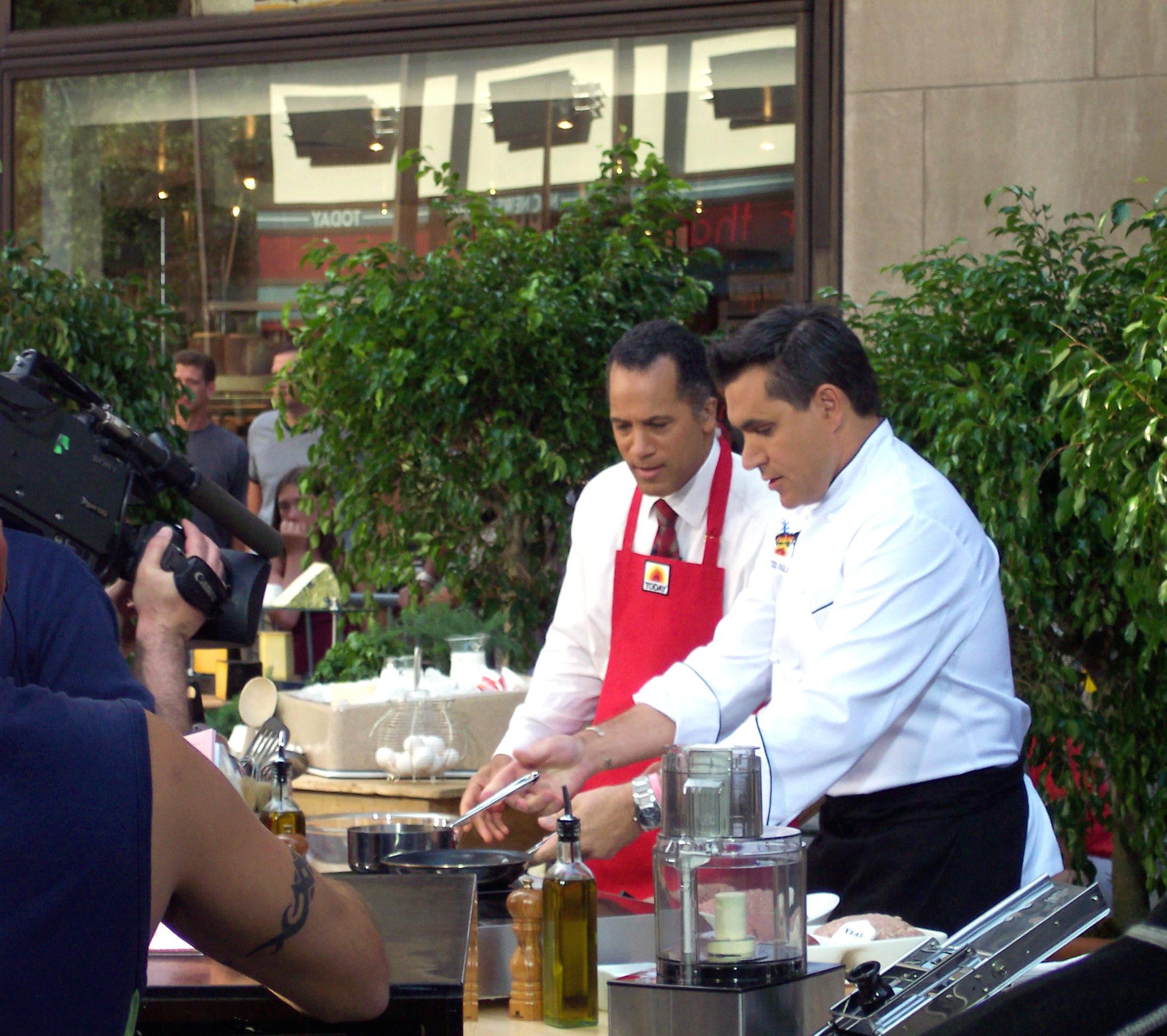
2005年に『ウィークエンド・トゥデイ』のホストを務め、ニューヨーク市の路上でライブクッキングを行った。

1981年、ニューヨーク市のWCBS-TVのリポーターとして雇われた。1982年、ロサンゼルスのKNXTでリポーターと週末のアンカーになり、翌年にはWCBS-TVにリポーターと週末のアンカーとして戻ってきた。1986年、シカゴのWBBM-TVに移り、そこで14年間夕方のニュースのアンカーを務めた。ホルトはアンカーデスクで勤務しただけでなく、イラク、北アイルランド、ソマリア、エルサルバドル、ハイチなど、世界中の問題のある場所から広範囲にリポートした。
ホルトは、2000年にMSNBCに参加した。2003年、NBCニュースでフルタイムの職務に就き、そこで『NBCナイトリーニュース』と『トゥデイ』の代理アンカーになった。元共同アンカーであるデイビッド・ブルームの死後、『ウィークエンド・トゥデイ』のフルタイムの共同アンカーになった。2005年後半まで、MSNBCで毎日2時間のニュース番組のアンカーを務めていた。2007年5月9日、『NBCナイトリーニュース』の週末版アンカーに指名され、ブライアン・ウィリアムズに代わって平日版の常設アンカーになるまで8年間同番組のアンカーを務めた。さらに、NBCの『デイトライン』の現ホストでもある。2016年に大統領討論会の司会者を務め、2017年にドナルド・トランプ大統領（当時）にインタビューし、仲間のジャーナリストは、ホルトが厳しいが適切な質問をしたと述べた。

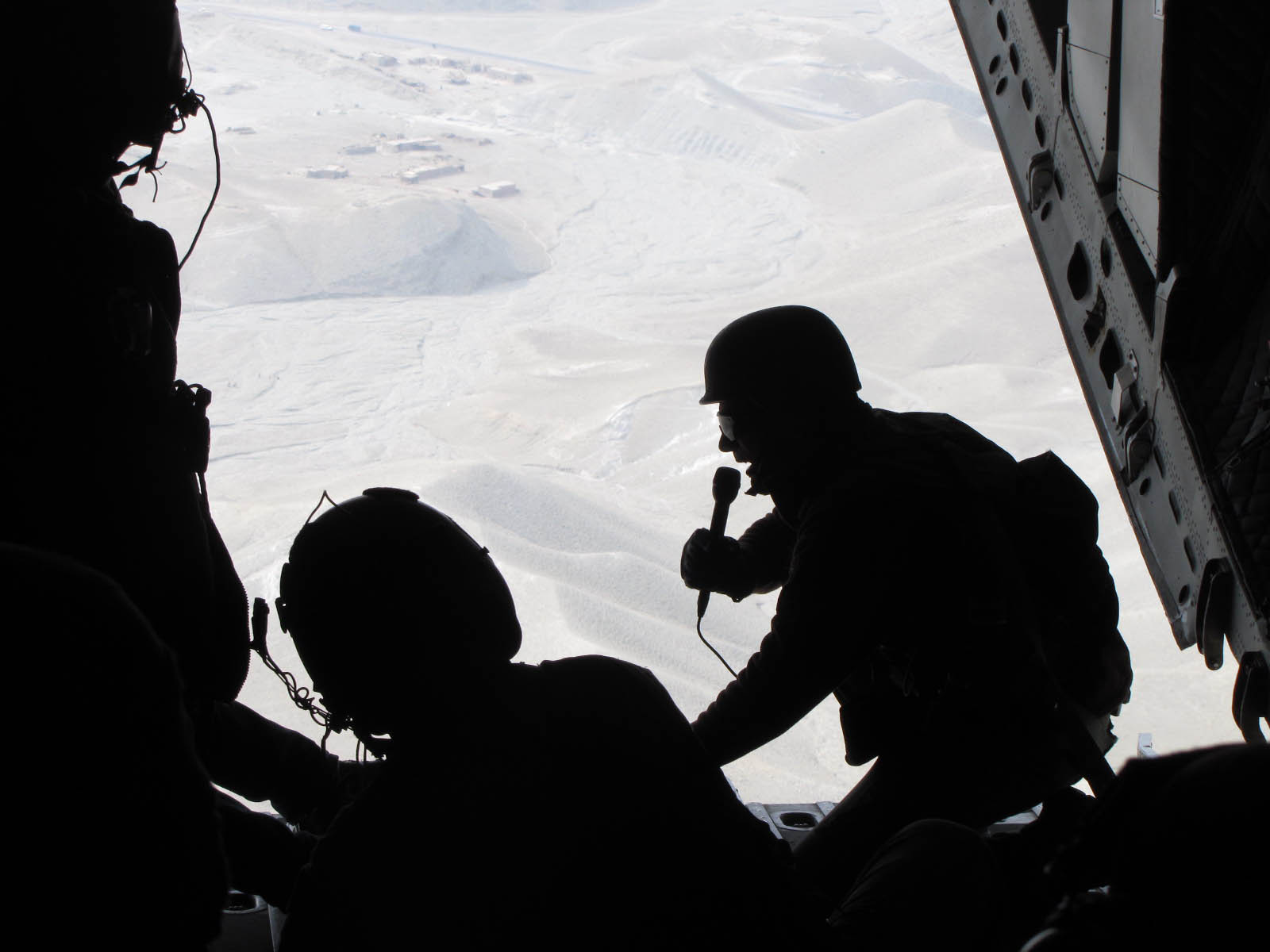
2010年にアメリカ空軍がアフガニスタンでの空中投下任務をリポートしている時に撮影したホルト

NBCニュースでの主な任務に加えて、ホルトは同時多発テロ陰謀論についてのヒストリー・チャンネルの特別番組のホストを務め、2008年夏季オリンピックのNBCスポーツ報道のスポーツデスクリポーターを務め、インベスティゲーション・ディスカバリーネットワークで放映される『デイトラインNBC』の版である『デイトライン・オン・ID（Dateline on ID）』のホストを務めた。2008年、Sci-Fi Channelで実際のクリスタル・スカルに関するドキュメンタリーのナレーションを務めた。
2013年にブライアン・ウィリアムズが膝関節置換術のために医療休暇を取った際、ホルトは平日のアンカーを務めた。2015年、ウィリアムズはイラク戦争に関する話を誇張したと伝えられたとして停職処分となり、恒久的にホルトを『NBCナイトリーニュース』アンカーに任命した。

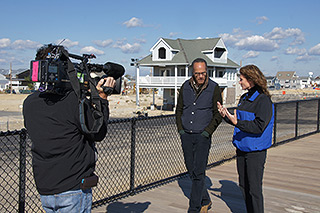
2013年にアメリカ国立海洋局及びアメリカ海洋大気庁のホリー・バンフォード博士（Dr. Holly Bamford）にインタビューしているホルト

ホルトは2016年1月の民主党大統領候補討論会の司会を務め、NBCの政治担当記者団と並んで、同年9月26日の最初の大統領討論会も行った。大統領候補のドナルド・トランプは、「レスターは民主党員である」ため、これは「非常に不公平なシステム」だと述べた。ホルトは当時、共和党員として登録されていた。しかし、2018年に所属政党を無所属に変更した。討論の後、トランプはホルトが「よくやった（a good job.）」と言った。ジャーナリストはまた、ホルトが見事に演じたと述べた。例えば、トランプが最初にイラク戦争に反対したと言った際、ホルトはトランプに異議を唱えたが、それは虚偽の声明であることが証明された。「ワシントン・ポスト」紙は、トランプ大統領が違憲だと述べた際に、ストップ・アンド・フリスクがニューヨークで違憲であると裁定されたことを明確にしたことで、「ホルトに称賛を（Kudos to Holt）」と述べた。
2017年5月、トランプ大統領にインタビューした際、2人はトランプがFBI長官のジェームズ・コミーを解任したことについて議論し合った。トランプとのホルトのインタビューは、大規模なメディア報道をもたらした。

### その他の仕事
ホルトは、1993年の映画「逃亡者」、その1998年の続編「追跡者」、「真実の行方」（1996年）や、『LAW & ORDER:性犯罪特捜班』のエピソードで自分自身を演じ、シリーズ『騎馬警官』のシーズン2第17話「懲りない悪党」、『Early Edition』のシーズン3第18話「Fate」と『ウェアハウス13 〜秘密の倉庫 事件ファイル〜』のシーズン4第1話「新たなる希望」などのテレビ番組にカメオ出演している。NBCのシットコム『30 ROCK/サーティー・ロック』では、第1シーズン第20話「クリーブランドへ行こう」に出演したほか、第2シーズン第35話「死の相続ゲーム 後編」でナレーションを行い、ジャック・ドナギーがブッシュ政権の新しい閣僚になることを発表した。ホルトは、2006年、2007年、2008年のウェストミンスター・ケンネル・クラブ・ドッグ・ショーをUSAネットワークで開催することを発表し、「メイキング・ミュージック」誌に取り上げられた。また、2008年のSci-Fi Channelのドキュメンタリー『クリスタル・スカルの謎』のホストを務めた。2020年5月31日、新型コロナウイルス感染症（COVID-19）のパンデミックにより、ラトガーズ大学の第254期卒業生向けにバーチャル卒業式のスピーチを行った。

## キャリアタイムライン
- 1981年 - 2000年：CBS直営局（英語版）
  - 1981年 - 1982年：WCBS-TVリポーター
  - 1982年 - 1983年：KNXT週末アンカー兼リポーター
  - 1983年 - 1986年：WCBS-TVアンカー
  - 1986年 - 2000年：WBBM-TVアンカー兼リポーター
- 2000年 - 現在：NBCニュース
  - 2000年 - 2003年：NBCニュース/MSNBC記者
  - 2003年 - 2015年：『ウィークエンド・トゥデイ（英語版）』共同アンカー
  - 2003年 - 現在：『トゥデイ』代理アンカー
  - 2007年 - 2015年：『NBCナイトリーニュース・ウィークエンド』アンカー
  - 2009年 - 2015年：『Why Planes Crash（英語版）』ナレーション
  - 2011年 - 現在：『デイトラインNBC』アンカー
  - 2013年8月6日 - 2013年9月2日、 2015年2月9日 - 2015年6月18日：『NBCナイトリーニュース』暫定アンカー
  - 2015年6月22日 - 現在：『NBCナイトリーニュース』アンカー/編集長（2021年4月に編集長を追加）

## 賞と栄誉

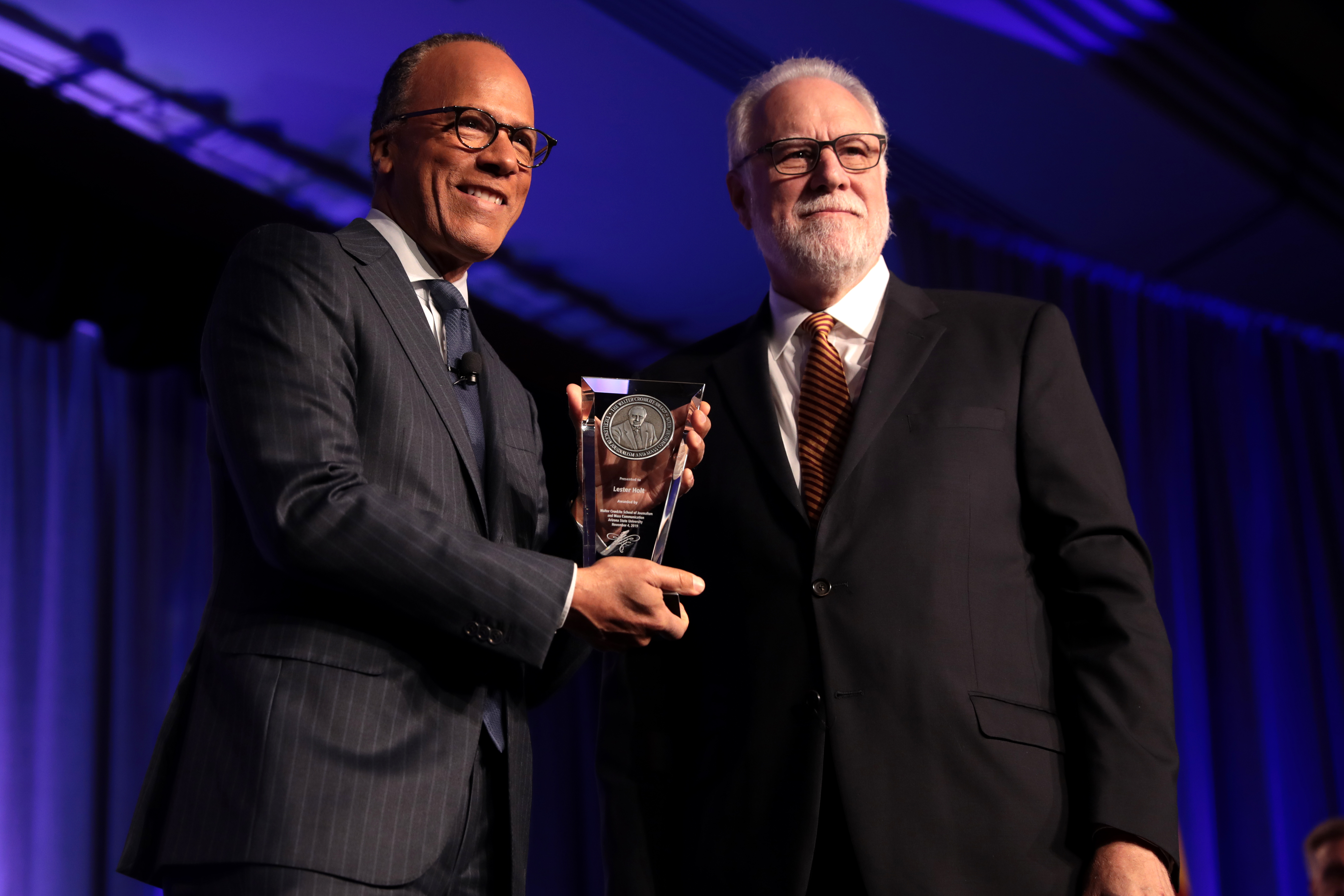
ウォルター・クロンカイト賞ジャーナリズム優秀賞を受賞したホルト

- 1990年：CBSの『48 Hours: No Place Like Home』でのロバート・F・ケネディ・ジャーナリズム賞（英語版）[要出典]

- 2012年：ペパーダイン大学名誉博士号

- 2015年：カリフォルニア州立大学サクラメント校（英語版）名誉博士号

- 2015年：2015年10月28日にカリフォルニア栄誉殿堂（英語版）入り[34]

- 2016年：モントクレア州立大学（英語版）のアラン・B・デュモン・ブロードキャスター・オブ・ザ・イヤー（Alan B. DuMont Broadcaster of the Year）[35]

- 2016年：全米黒人ジャーナリスト協会（英語版）からのNABJジャーナリスト・オブ・ザ・イヤー賞（NABJ Journalist of the Year Award）[36]

- 2019年：ウォルター・クロンカイト賞ジャーナリズム優秀賞[37]

- 2020年：ラトガーズ大学名誉博士号

## 私生活
ホルトは妻のキャロル・ヘイゲン（Carol Hagen）と共にマンハッタンに住んでおり、ステファンとキャメロン（Cameron）の2人の息子がいる。ステファン・ホルトは2009年にペパーダイン大学を卒業し、NBCが所有するシカゴのWMAQ-TVで朝のニュースのアンカーを務めた。2016年、ステファンはWNBCに入社した際に父親のいる『ナイトリーニュース』と同じ階に移動し、最終的にベテランのチャック・スカボローの後を継いで同局の23:00のニュースのアンカーを務めた。ステファンは現在、シカゴのNBC加盟局WMAQで22:00のニュースのアンカーを務めている。
レスター・ホルトはベースギターとアップライトベースを演奏する。
ニューヨークのマンハッタン・キリスト教会に出席している。